# Хоссейн Фаракі
Хоссейн Фаракі (перс. حسین فرکی, нар. 22 березня 1957, Тегеран, Іран) — іранський футболіст, що грав на позиції нападника. По завершенні ігрової кар'єри — тренер.
Виступав, зокрема, за клуби «ПАС Тегеран» та «Аль-Шааб», а також національну збірну Ірану.

## Клубна кар'єра
У дорослому футболі дебютував 1976 року виступами за команду клубу «ПАС Тегеран», в якій провів три сезони. 
Протягом 1979 року захищав кольори команди клубу «Персеполіс».
Своєю грою за останню команду привернув увагу представників тренерського штабу клубу «Аль-Шааб», до складу якого приєднався 1979 року. Відіграв за команду із Шарджі наступні два сезони своєї ігрової кар'єри.
Завершив професійну ігрову кар'єру у клубі «ПАС Тегеран», у складі якого вже виступав раніше. Прийшов до команди 1981 року, захищав її кольори до припинення виступів на професійному рівні у 1992.

## Виступи за збірну
1977 року дебютував в офіційних матчах у складі національної збірної Ірану. Протягом кар'єри у національній команді, яка тривала 4 роки, провів у формі головної команди країни 22 матчі, забивши 11 голів.
У складі збірної був учасником чемпіонату світу 1978 року в Аргентині.

## Кар'єра тренера
Розпочав тренерську кар'єру 2002 року, очоливши тренерський штаб клубу «ПАС Тегеран».
В подальшому очолював команди клубів «Нафт Тегеран», «Фулад» та «Сепахан».
Наразі останнім місцем тренерської роботи був клуб «Сайпа», головним тренером команди якого Хоссейн Фаракі був з 2016 по 2017 рік.

## Тренерська статистика
Станом на  4 травня 2017
| Команда              | З             | По            | Показники | Показники | Показники | Показники | Показники | Показники | Показники | Показники |
| Команда              | З             | По            | І         | В         | Н         | П         | ГЗ        | ГП        | +/-       | В %       |
| -------------------- | ------------- | ------------- | --------- | --------- | --------- | --------- | --------- | --------- | --------- | --------- |
| «ПАС Тегеран» (в.о.) | Травень 2000  | Жовтень 2000  | 12        | 3         | 6         | 3         | 20        | 21        | −1        | 25,00     |
| Іран U-23 (в.о.)     | Травень 2004  | Грудень 2004  | 5         | 4         | 0         | 1         | 9         | 3         | +6        | 80,00     |
| «Кавех Тегеран»      | Червень 2009  | Липень 2010   | 50        | 33        | 7         | 10        | 58        | 30        | +28       | 66,00     |
| «Нафт Тегеран»       | Липень 2010   | Червень 2012  | 67        | 20        | 24        | 23        | 77        | 78        | −1        | 29,85     |
| «Фулад»              | Червень 2012  | Червень 2014  | 86        | 45        | 28        | 13        | 118       | 67        | +51       | 52,33     |
| «Сепахан»            | Вересень 2014 | Листопад 2015 | 42        | 26        | 10        | 6         | 78        | 31        | +47       | 61,90     |
| «Сайпа»              | Червень 2016  | Травень 2017  | 33        | 9         | 11        | 13        | 25        | 32        | −7        | 27,27     |
| Всього               | Всього        | Всього        | 308       | 153       | 85        | 70        | 374       | 263       | —         | 49,68     |

## Титули і досягнення

### Як гравця
- Чемпіон Ірану (3):

«ПАС»: 1976-1977, 1977-1978, 1991-1992
- Бронзовий призер Кубка Азії: 1980

### Як тренера
- Чемпіон Ірану (1):

«Фулад»: 2013-2014
- Чемпіон Ірану (1):

«Сепахан»: 2014-2015

### Індивідуальні
- Найкращий бомбардир чемпіонату Ірану (1): 1978-1979
- Найкращий тренер іранської Про-ліги (2): 2013-2014, 2014-2015
- Іранський тренер року (2): 2014, 2015